# Stripped (Pretty Maids)
Stripped è il quinto album in studio dei Pretty Maids, uscito nel 1993 per l'Etichetta discografica Epic Records.

## Tracce
Tutte le canzoni sono scritte da Ronnie Atkins e da Ken Hammer.
1. If It Ain't Gonna Change - 3:34
2. Please Don't Leave Me [acoustic version] (Lynott, Sykes) 3:20 (John Sykes Cover)
3. In the Minds of the Young - 4:12
4. Too Late, Too Loud - 3:31
5. Say the Word - 4:43
6. 39 (May) 3:17 (Queen Cover)
7. Heartbeat from Heaven - 3:49
8. How Does It Feel - 4:22
9. I'll Be There - 3:02
10. Savage Heart [piano version] - 4:12

## Formazione

### Gruppo
- Ronnie Atkins – voce
- Ken Hammer - chitarra elettrica e acustica, cori
- Kenn Jackson - basso, cori
- Michael Fast – batteria, percussioni, cori

### Altri musicisti
- Dominic Gale - tastiere
- Henrik Nilsson - tastiere addizionali
- Knud Lindhard - cori